# تجارت خز

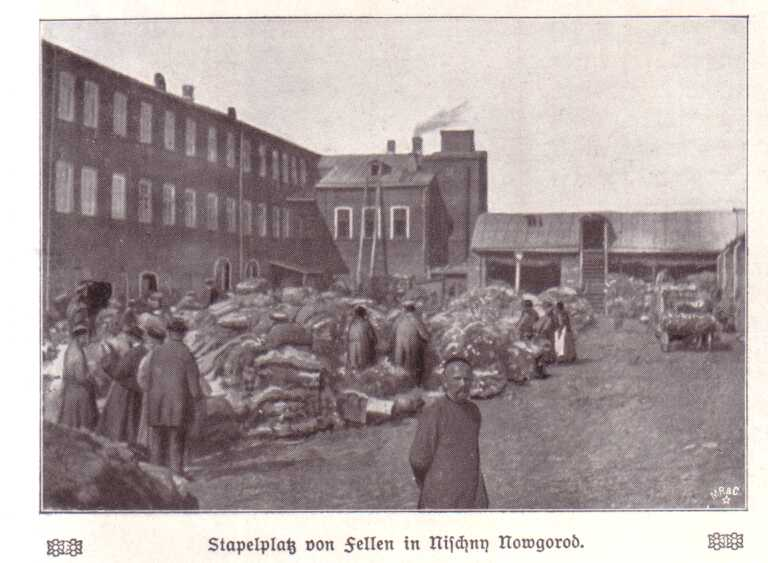
تجارت خز حیوانات در نیژنی نووگورود به سال ۱۹۰۶

تجارت خز (انگلیسی: Fur trade) اصطلاح منتسب به صنعت بین‌المللی خرید و فروش خز حیوانات می‌باشد. از زمان بنیان‌گذاری و استقرار بازار جهانی خز در اوایل عصر جدید نخستین، خزهای پستانداران اکوسیستم شمالی، مناطق قطبی و سرد نسبت به مناطق معتدله از ارزش بالاتری برخوردار بوده‌است. صنعت تجارت خز از دیدگاه تاریخی، همزمان با اکتشافات و استعمار سیبری، شمال آمریکای شمالی، جزایر شتلند جنوبی و جنوب جزایر جورجیای جنوبی و ساندویچ جنوبی جهش صعودی بسیاری داشته‌است.
امروزه اهمیت تجارت پوست از جمله خز کاهش یافته و منحصر به مزارع تولید و استحصال مخفی و همچنین تله‌گذاری گردیده. این اقدامات منجر به مبحث‌های جدل‌برانگیز با حمایت سازمان‌های حقوق جانوران و مخالفان تجارت پوست گردیده و استناد آنها چنین است که در این شیوه‌ها، حیوانات به طرز وحشیانه‌ای کشته و گاهی زنده پوست کنده می‌شوند. بر پایه همین موضوع، امروزه در تولید برخی لباس‌ها، خز واقعی جایگزین خز مصنوعی یا الیاف مصنوعی گردیده است.

## تجارت خز روسیه
قبل از استعمار آمریکا توسط اروپائیان. روسیه یک منبع عمده تهیه‌کننده پوست خام و صادرات آن به غرب اروپا و بخش‌هایی از آسیا بود. این تجارت در سده‌های میانی آغازین مصادف با سال‌های ۵۰۰ تا ۱۰۰۰ پس از میلاد توسعه چشمگیری داشت. اولین مبادلاتی که به شیوه پست سریع صورت گرفت از طریق دریای بالتیک و دریای سیاه بود که مقصد آن بازار تجاری شهرستان لایپزیک آلمان بود.

## نگارخانه

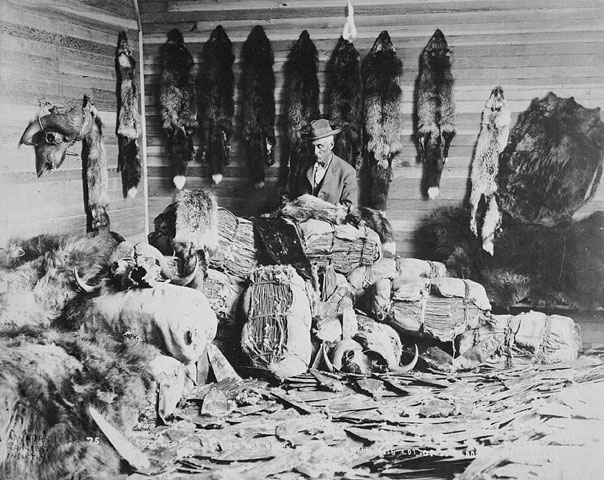
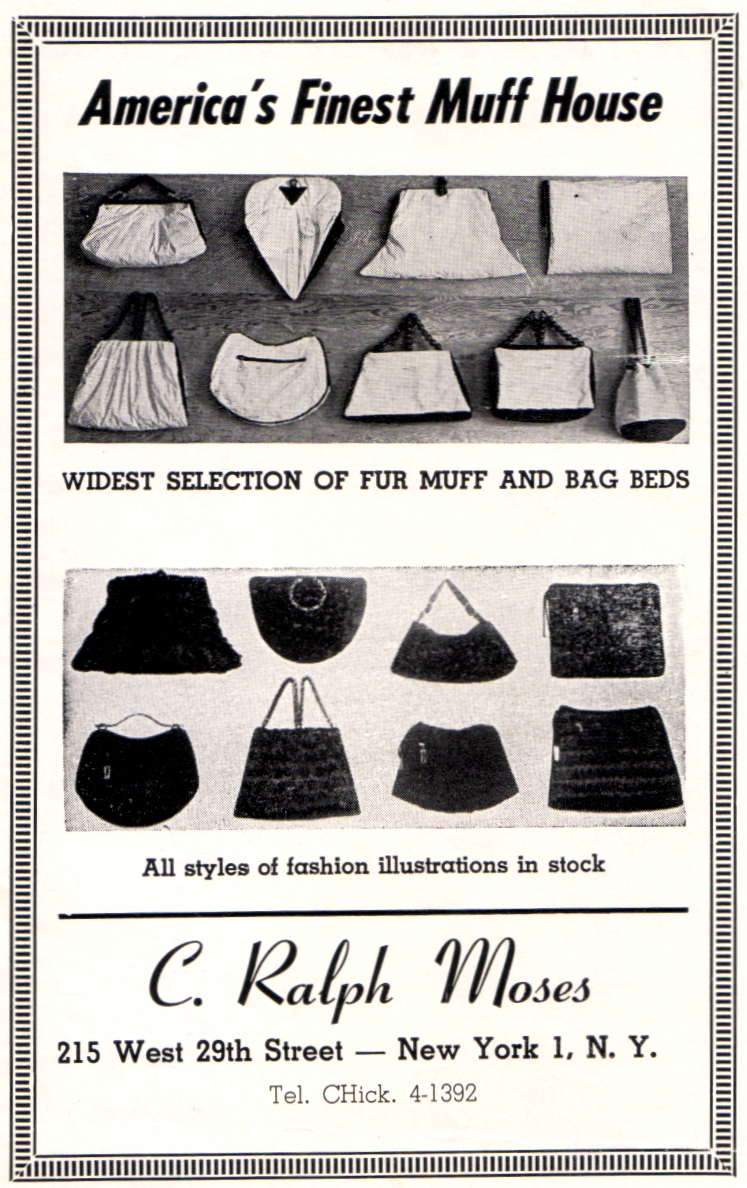
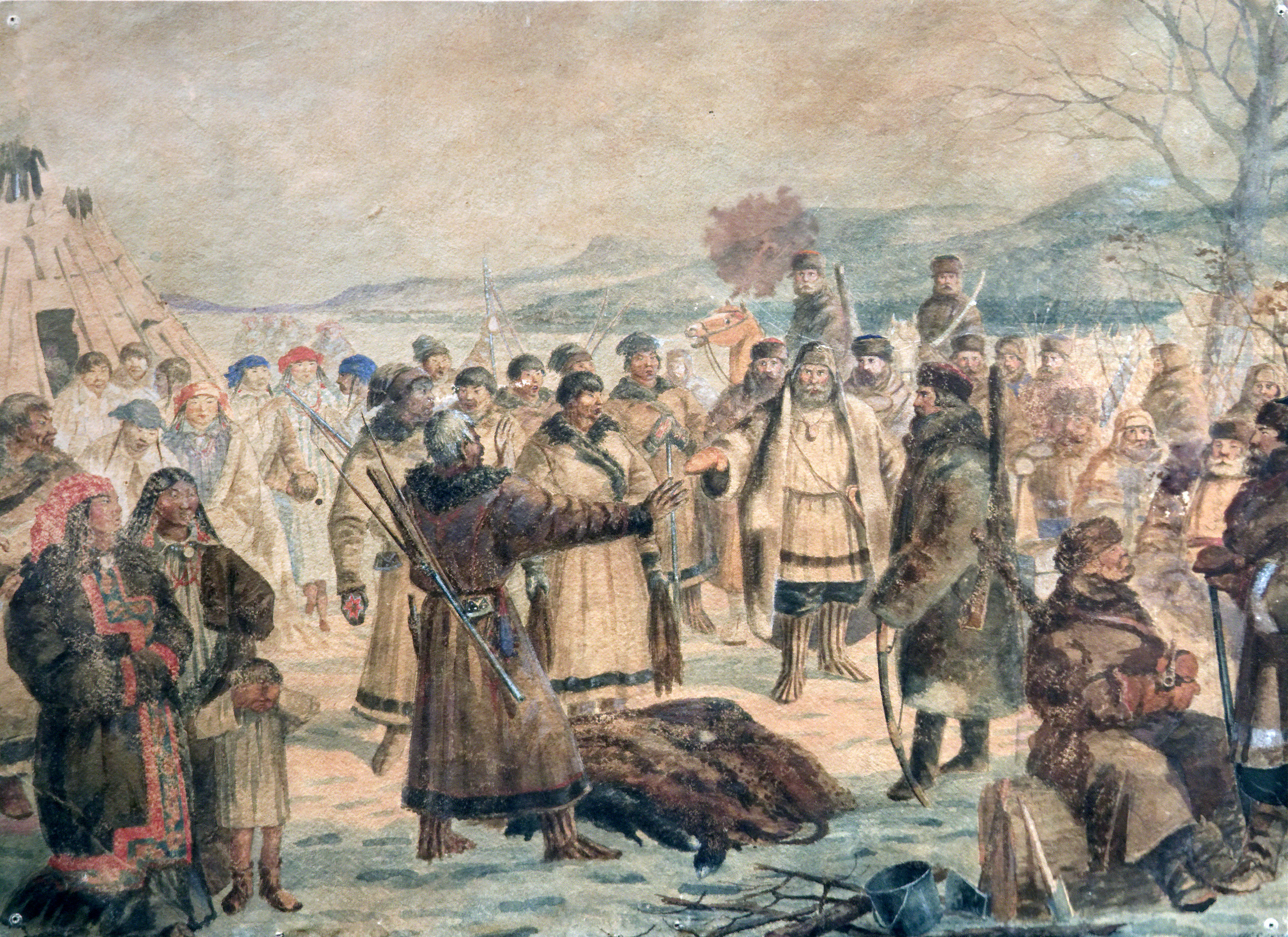
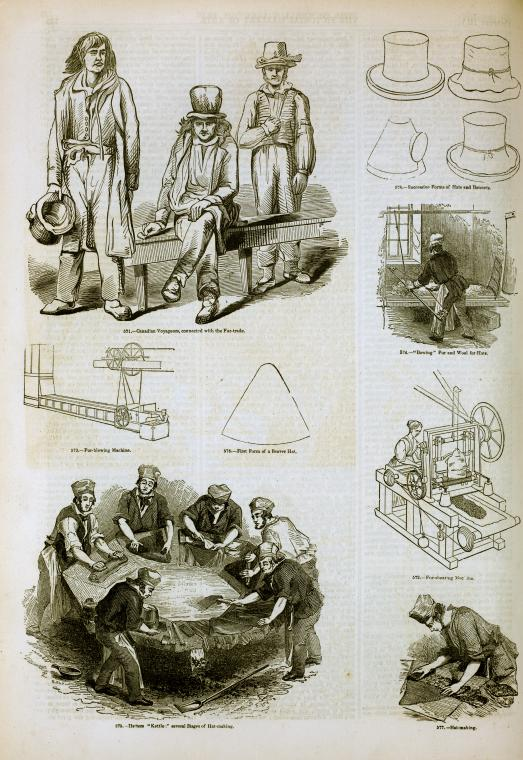
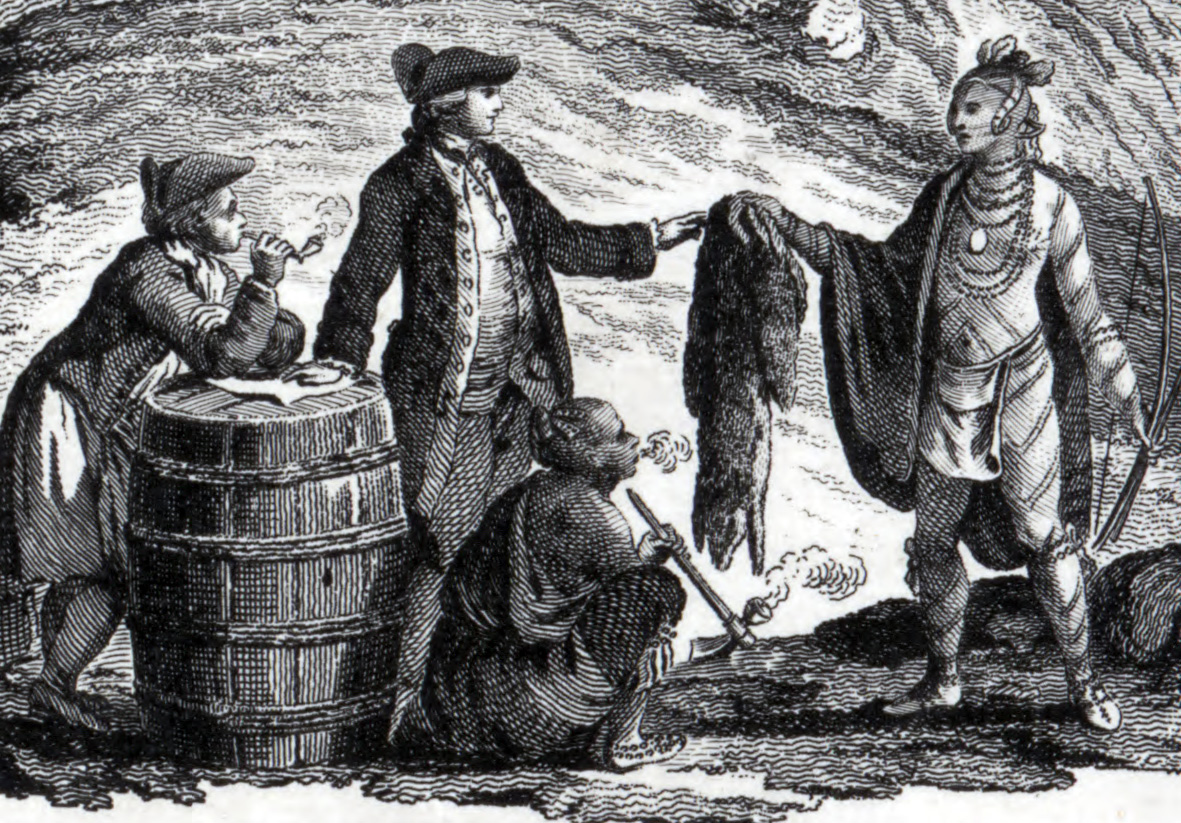
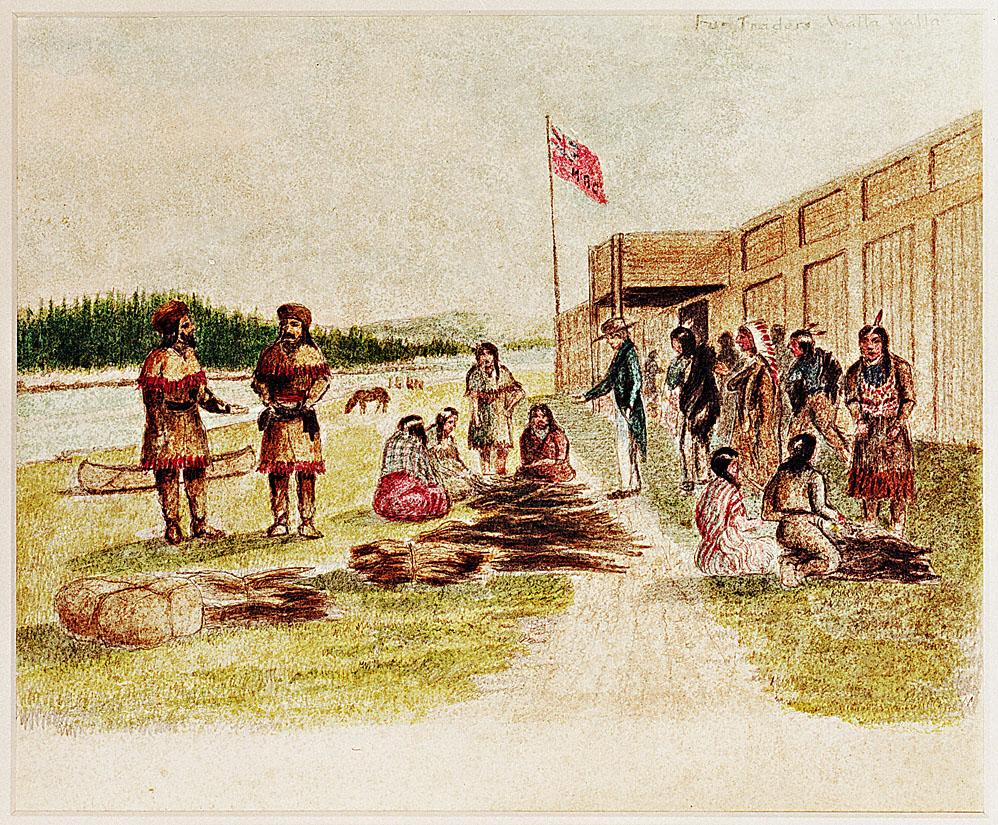
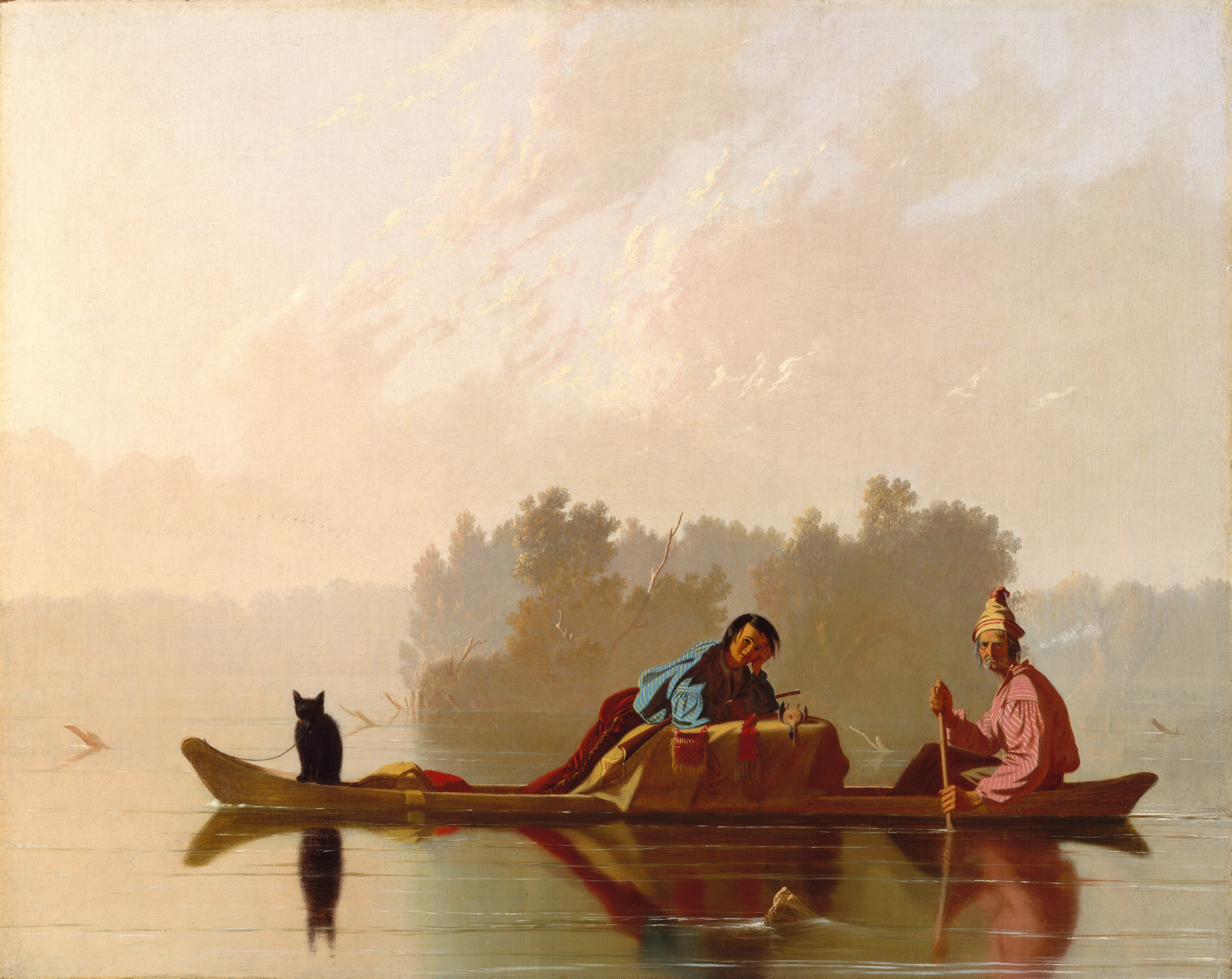
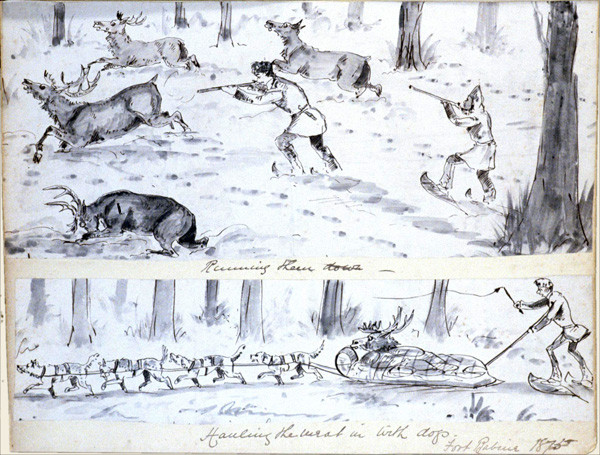
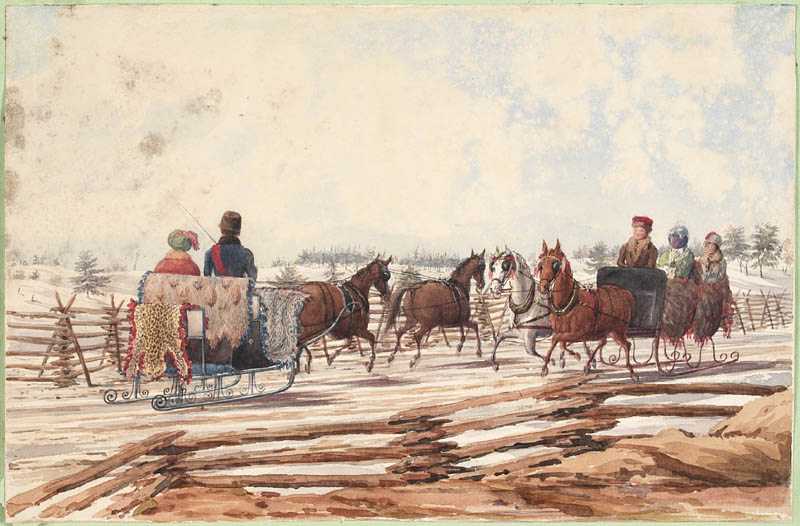
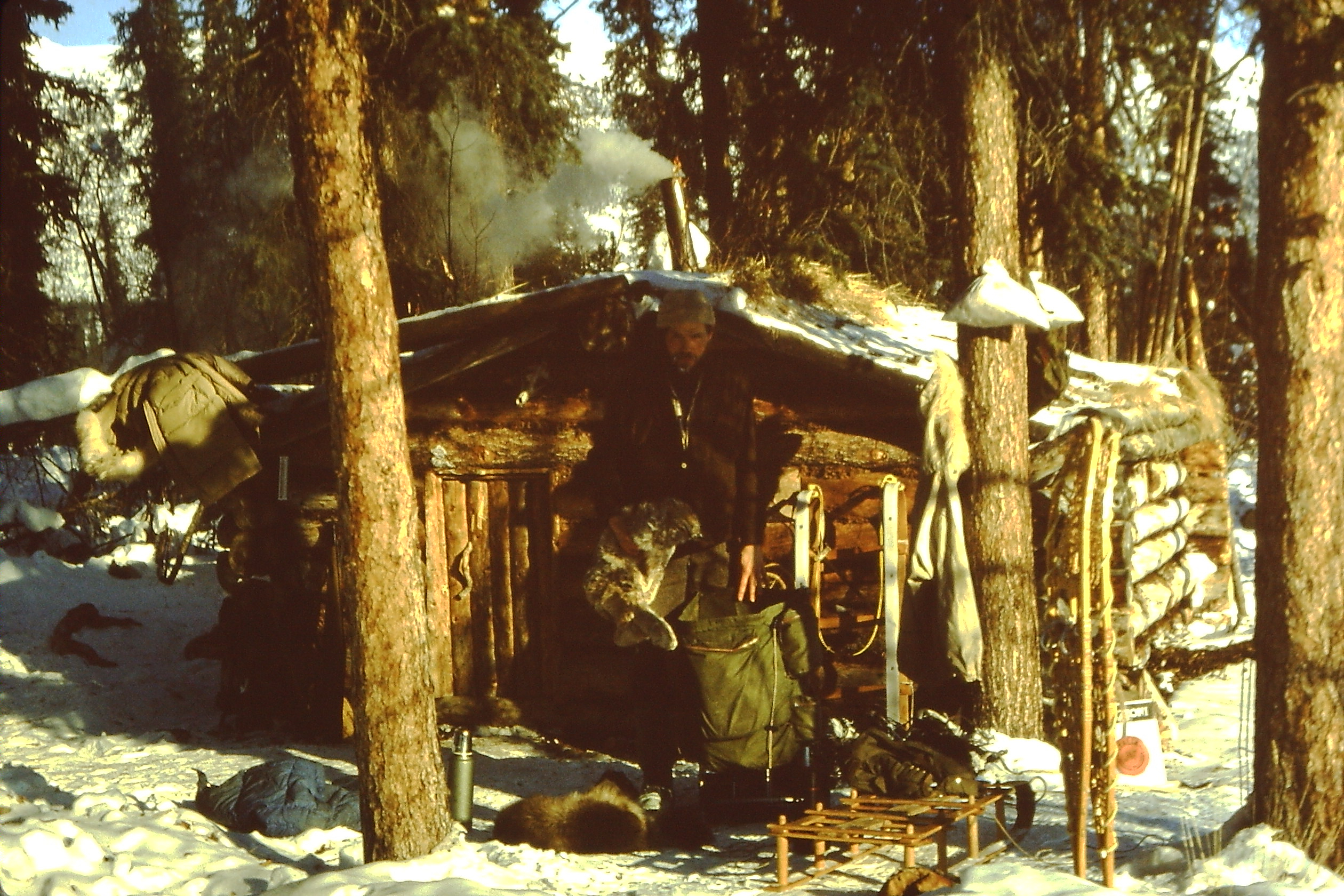